# 田中正義
田中 正義（たなか せいぎ、1994年7月19日 - ）は、神奈川県横浜市鶴見区出身のプロ野球選手（投手）。右投右打。北海道日本ハムファイターズ所属。

## 経歴

### プロ入り前
横浜市立上末吉小学校1年生のときに駒岡ジュニアーズで投手として野球を始めた。横浜市立末吉中学校では川崎中央リトルシニアでプレーし、全国大会への出場は無かった。
創価高校では1年夏に背番号1を背負い、工学院大附との5回戦で公式戦初登板となり、6回無失点に抑えた。ただ、早稲田実業との準々決勝では、四球からピンチを招いて適時打を許す投球内容であり、3回途中で降板してチームも敗れた。1年冬に右肩を痛めて野手へ転向し、2年秋にはチームの主将に就任。3年夏は4番・センターを務めた一方、投手としてもスタンバイ。実践学園との4回戦では打者として2点本塁打を放つと、7回にエースの池田隆英が負傷降板して緊急登板となり、リードを守り抜いて投打に活躍した。同大会ではベスト4、甲子園出場経験は無し。

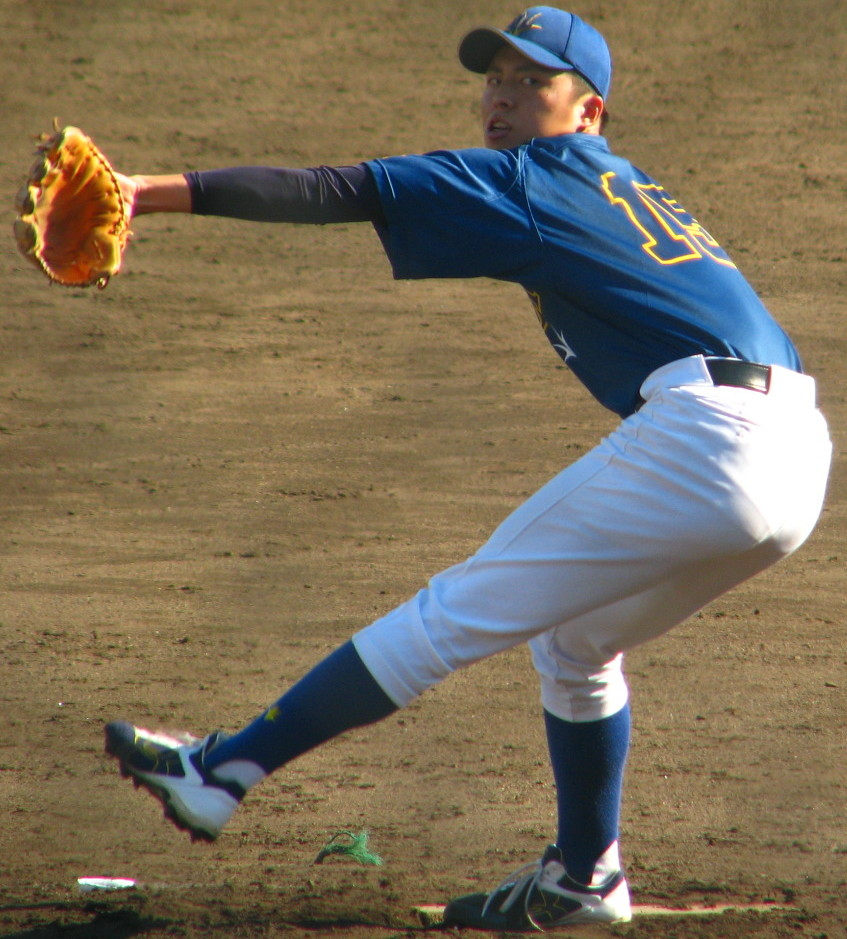
創価大学時代
（2016年10月15日）

創価大学への進学後は本格的に投手へ転向し、1年時はフォーム作りとトレーニングに専念。2年春、東京新大学リーグの共栄大戦で公式戦初登板となり、最速151km/hを計測して11奪三振完封勝利を挙げた。ベスト4に進出した全日本大学野球選手権では特別賞を受賞。2年秋には明治神宮大会に出場し、ベスト4に入った。3年時はユニバーシアード代表に選出され、6月29日のNPB選抜との壮行試合で7者連続奪三振を記録し、大きな注目を集めた。3年秋のリーグ戦ではノーヒットノーランを記録。2016年3月に開催された侍ジャパン強化試合の代表メンバーとしてオファーを受けていたが、右肩の違和感で辞退した。4年春のオープン戦には登板し、杏林大との春季リーグ開幕戦に先発。7回に失点を喫し、3年春から継続していた「リーグ戦での連続イニング無失点」が56回で止まった。続く共栄大とのリーグ戦での登板前、ブルペンでの投球時に右手中指の爪を割ってしまい、2回を投げ終えたところで降板。その後は右肩の違和感で登板が無く、4年春のリーグ戦は2試合の登板に終わった。7月中旬には右足の太ももの裏の肉離れを発症したが、痛めていた右肩は回復し、4年秋のリーグ戦で155km/hを計測。10月3日にプロ志望届を正式に提出した。
10月20日に開催されたドラフト会議では、5球団から1位指名を受け、抽選の結果、ソフトバンクが交渉権を獲得した。11月19日に契約金1億円プラス出来高払い5000万円・年俸1500万円（金額は推定）で入団に合意。同22日に新人選手入団会見が行われ、背番号は25と発表された。球場で表示される登録名は「田中正義」。

### ソフトバンク時代

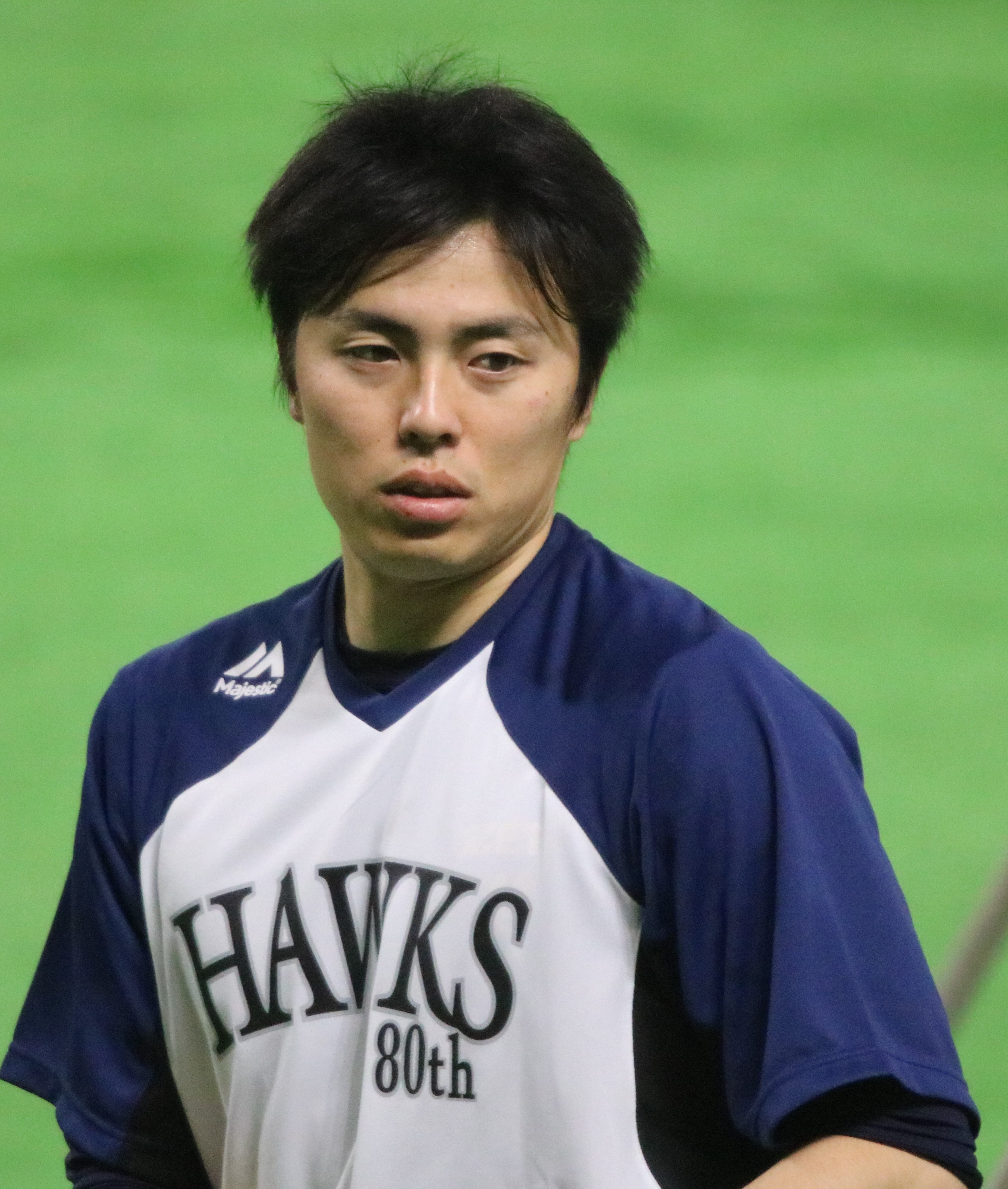
福岡ソフトバンクホークス時代
（2018年3月31日 福岡ヤフオク!ドーム）

2017年は春季キャンプをA組でスタートしたが、2月23日の紅白戦での登板以降は疲労の蓄積により、実戦登板から離れることとなり、開幕を二軍で迎えた。右肩には違和感があり、3月中旬から1か月半ほどノースロー調整が続いた。6月23日の西部ガスとの三軍戦で実戦復帰したが、同29日に右肩の張りを訴えてキャッチボールを回避し、ウエスタン・リーグ公式戦での登板予定が延期。再び実戦登板から離れることとなり、8月23日の三軍戦で実戦復帰。9月23日、ウエスタン・リーグの阪神タイガース戦で公式戦初登板となり、3回2安打2失点であった。ルーキーイヤーの一軍登板は無く、二軍でも1試合の登板にとどまり、オフに50万円減となる推定年俸1450万円で契約を更改した。
2018年は春季キャンプをB組でスタートしたが、2月24日のA組紅白戦に参加して2回無失点と好投すると、同27日にA組へ昇格。オープン戦では7試合の登板で防御率1.93と結果を残し、リリーフとして開幕を一軍で迎えた。4月1日のオリックス・バファローズ戦でプロ初登板となり、吉田正尚にソロ本塁打を打たれて1回1安打1失点であった。その後はリリーフとして一軍登板を重ねるも、被本塁打が非常に多く、5月24日の埼玉西武ライオンズ戦では被本塁打こそ無かったが、1回3安打3四球3失点の乱調。これが5試合連続での失点となり、翌25日に出場選手登録を抹消された。抹消後は二軍で4試合に登板して防御率2.66を記録していたが、6月22日の二軍戦を最後に登板が無く、7月中旬からは体調を崩して約1か月間自宅療養となった。8月中旬にリハビリ組に合流したが、その後の公式戦登板は一二軍ともに無かった。シーズン終了後のフェニックスリーグでは、3試合に先発して防御率0.75を記録。ただ、レギュラーシーズンでは一軍で10試合に登板して0勝1敗・防御率8.56という成績にとどまり、オフに50万円減となる推定年俸1400万円で契約を更改した。
2019年は春季キャンプをA組でスタートするも、2月20日の紅白戦での登板を最後に、右肩の張りで別メニュー調整が続き、同28日にリハビリ組への合流が決まった。開幕を二軍で迎えると、4月3日にはインフルエンザに感染。調整が遅れ、実戦復帰は6月5日の二軍戦であった。7月9日に出場選手登録され、翌10日の西武戦、2点リードの5回表に先発の和田毅が同点を許し、なおもピンチの場面でシーズン初登板となったが、2点適時三塁打を打たれ、続投した6回表は2四球を与えて降板。田中自身に失点は記録されなかったが、その後の登板機会は得られず、7月16日に出場選手登録を抹消された。抹消後の一軍再昇格は果たせずにシーズンを終え、この年の一軍登板は1試合のみに終わった。シーズン終了後にはプエルトリコのウィンターリーグに派遣され、同リーグでは6試合（3先発）の登板で防御率1.80を記録した。オフに100万円減となる推定年俸1300万円で契約を更改した。
2020年も春季キャンプをA組でスタートしたが、右肘の張りで第2クールからリハビリ組へ合流した。この年は新型コロナウイルスの影響で開幕が6月19日に延期されたが、リハビリ組での調整が長引き、実戦初登板は10月7日。一軍登板は無くシーズンを終え、二軍でも4試合の登板に終わった。また、11月7日のファーム日本選手権での登板後には再び右肘の状態が落ち、リハビリ組で調整した。オフに100万円減となる推定年俸1200万円で契約を更改した。
2021年は春季キャンプをB組でスタートし、球団の方針もあって慎重に調整を進め、開幕は二軍で迎えた。4月16日の二軍戦の登板中に左足首を痛めたが、5月27日の二軍戦で実戦復帰し、6月25日に出場選手登録。同27日の東北楽天ゴールデンイーグルス戦で718日ぶりの一軍登板を果たすと、9月7日の西武戦でプロ初ホールドを記録した。シーズン終了まで一軍に帯同し続け、この年は18試合の登板で0勝0敗1ホールド・防御率2.16という成績を残し、オフに200万円増となる推定年俸1300万円で契約を更改した。
2022年は先発に挑戦し、春季キャンプをA組でスタートすると、紅白戦や対外試合で好投を続けた。3月20日のオープン戦では田中が先発し、開幕ローテーション6番手を争う大関友久・杉山一樹も登板予定と最終テストが行われる1戦となったが、4回裏の投球練習中に右肩の違和感を訴えて緊急降板。その後、二軍再調整が決定し、3月29日にはリハビリ組に合流した。7月17日の三軍戦で実戦復帰すると、8月13日にリリーフとして出場選手登録。ファームでは連投テストを行っておらず、藤本博史監督が「一軍の打者相手にどれだけ投げられるか。1イニングを5試合で2度ぐらい投げられたらいいかな」と話したようにテスト昇格であったものの、翌14日のオリックス戦でシーズン初登板となり、1回2奪三振無失点と好投すると、藤本監督は「ひょっとしたら（一軍に）残るかも分からない」と方針転換を示唆。この試合も含めて3試合に登板し、計3イニングを無安打4奪三振無失点に抑えていたが、8月20日のスクリーニング検査にて、新型コロナウイルスの陽性疑いとなり、翌21日に特例2022で出場選手登録を抹消され、8月22日には新型コロナウイルス陽性判定を受けた。9月10日の二軍戦で実戦復帰し、同14日に一軍復帰を果たした。この年は5試合の登板で0勝0敗1ホールド・防御率0.00という成績であり、オフに100万円減となる推定年俸1200万円で契約を更改した。

### 日本ハム時代
2023年1月11日に北海道日本ハムファイターズは、海外FA権を行使してソフトバンクへ移籍した近藤健介の人的補償として、田中を獲得したことを発表。高校・大学で7年間同級生であった池田隆英と再びチームメイトとなった。同15日に入団会見が行われ、背番号は26に決定した。なお、チームには同姓の田中瑛斗が所属しているため、報道上の表記およびスコアボード上の表記は「田中正」となる。

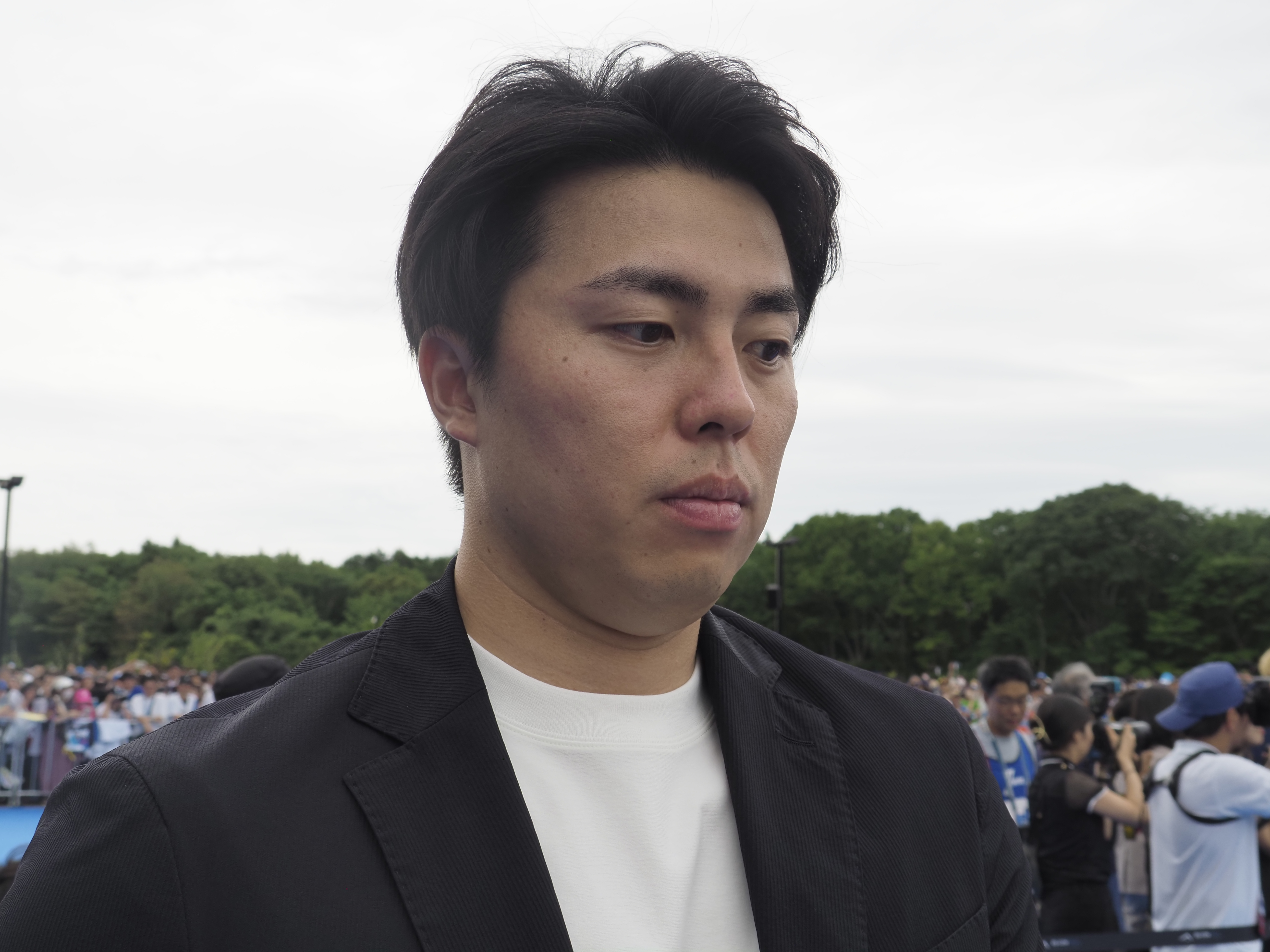
2024年7月23日、オールスターゲーム第1戦でのブルーカーペットイベントにて

春季キャンプを一軍でスタートし、当初は先発として調整していたが、実戦では変化球の制球に苦しむ場面が目立ち、オープン戦期間中にリリーフへ配置転換。中継ぎとして開幕を一軍で迎え、楽天との開幕戦で移籍後初登板を果たし、1イニングを3者凡退に抑えた。6試合の登板で4ホールド・防御率1.50を記録すると、抑えの石川直也の離脱があり、守護神に抜擢された。初のセーブ機会となった4月21日の楽天戦では逆転サヨナラ負けを喫したものの、同26日のオリックス戦でプロ初セーブを挙げた。5月7日の楽天戦では同点の9回表に登板し、3者連続奪三振に抑えると、直後の攻撃でチームがサヨナラ勝ちを収めたことで、田中にプロ初勝利が記録された。その後も守護神の役割を全うし、7月4日終了時点で29試合に登板して2勝1敗7ホールド14セーブ・防御率2.25を記録すると、翌5日に監督推薦で自身初のオールスターに選出。自身の誕生日でもある7月19日のオールスター第1戦に登板し、対戦を熱望していた宮﨑敏郎にソロ本塁打を打たれて1回1失点だったものの、笑顔でベンチに引き揚げた。後半戦に入ると、セーブ成功ながらも失点する登板が目立ったが、自身初めて一軍でシーズンを完走。この年は47試合の登板で2勝3敗8ホールド25セーブ・防御率3.50を記録し、オフに2400万円増となる推定年俸3600万円で契約を更改した。
2024年は2年連続で開幕一軍入りを果たし、開幕から守護神を務めた。5月22日終了時点では18試合に登板し、1勝0敗5ホールド10セーブ・防御率0.50を記録していたが、同24日の楽天戦で2点リードを守れずにセーブ失敗。続く5月31日の横浜DeNAベイスターズ戦では同点ソロ本塁打を被弾し、2試合連続でセーブ失敗を喫した。さらに翌6月1日の同カードでは同点の9回表から登板し、決勝ソロ本塁打を被弾して敗戦投手。2試合連続被弾・3試合連続失点となり、新庄剛志監督は「ちょっとポジションを変更してね。良くなったらまた戻すって形に」と田中の配置転換を明言した。6月22日の楽天戦から守護神に復帰したものの、7月2日にNPB感染症特例により出場選手登録を抹消され、同9日に一軍復帰。ファン投票で2年連続2度目となるオールスターに選出されており、球宴第1戦に6番手として9回表から登板し、1回2安打無失点に抑えた。後半戦では、8月4日のソフトバンク戦でセーブ失敗（サヨナラ負け）を喫し、同6日に登録抹消。9月1日に再登録され、この年は53試合の登板で4勝4敗12ホールド20セーブ・防御率2.17という成績を残した。CSでは、千葉ロッテマリーンズとのファーストステージ第3戦に登板、ソフトバンクとのファイナルステージにも1試合登板した。11月30日のファンフェスティバルにて、新庄監督から齋藤友貴哉と共に翌年のWストッパーに指名され、12月6日の契約更改では倍増となる推定年俸7200万円でサイン。会見では「抑えに強烈なこだわりはない」「とにかくリーグ優勝、日本一になれるようにもう本当にどんな場面でも何試合でも投げたい」と話した。
2025年は3年連続で開幕一軍入りを果たし、6月4日の阪神戦で3年連続2桁セーブをマーク。ただ、同8日のDeNA戦でセーブ失敗を喫して以降は柳川大晟が抑えを任され、田中は8回のセットアッパーを務めるようになり、前半戦終了時点では28試合に登板し、0勝1敗7ホールド11セーブ・防御率1.32という成績であった。ファン投票で3年連続3度目のオールスターに選出されており、球宴第2戦の6回裏に5番手で登板し、1奪三振を含む3者凡退に抑えた。

## 選手としての特徴
| 球種         | 配分 % | 平均球速 km/h | 被打率 |
| ------------ | ------ | ------------- | ------ |
| ストレート   | 76.2   | 150.4         | .273   |
| フォーク     | 15.8   | 136.1         | .148   |
| カットボール | 08.0   | 134.1         | .417   |

長い手足を使ったダイナミックな投球フォームから投げ込む空振りを奪えるストレートが武器。リリーフ時には自己最速157km/hを計測している。
変化球はフォーク・カットボール・カーブなどを投じる。

## 人物
愛称は名前の「正義」を英単語で表した「ジャスティス」。
日本ハム移籍後は、田中のセーブ成功を意味する「正義執行」のフレーズが定着している。

## 詳細情報

### 年度別投手成績
| 年 度     | 球 団        | 登 板 | 先 発 | 完 投 | 完 封 | 無 四 球 | 勝 利 | 敗 戦 | セ 丨 ブ | ホ 丨 ル ド | 勝 率 | 打 者 | 投 球 回 | 被 安 打 | 被 本 塁 打 | 与 四 球 | 敬 遠 | 与 死 球 | 奪 三 振 | 暴 投 | ボ 丨 ク | 失 点 | 自 責 点 | 防 御 率 | W H I P |
| --------- | ------------ | ----- | ----- | ----- | ----- | -------- | ----- | ----- | -------- | ----------- | ----- | ----- | -------- | -------- | ----------- | -------- | ----- | -------- | -------- | ----- | -------- | ----- | -------- | -------- | ------- |
| 2018      | ソフトバンク | 10    | 0     | 0     | 0     | 0        | 0     | 1     | 0        | 0           | .000  | 64    | 13.2     | 18       | 6           | 6        | 0     | 0        | 15       | 0     | 0        | 13    | 13       | 8.56     | 1.76    |
| 2019      | ソフトバンク | 1     | 0     | 0     | 0     | 0        | 0     | 0     | 0        | 0           | ----  | 5     | 0.2      | 1        | 0           | 2        | 0     | 0        | 0        | 0     | 0        | 0     | 0        | 0.00     | 4.50    |
| 2021      | ソフトバンク | 18    | 0     | 0     | 0     | 0        | 0     | 0     | 0        | 1           | ----  | 67    | 16.2     | 9        | 2           | 8        | 0     | 0        | 14       | 3     | 0        | 5     | 4        | 2.16     | 1.02    |
| 2022      | ソフトバンク | 5     | 0     | 0     | 0     | 0        | 0     | 0     | 0        | 1           | ----  | 16    | 5.0      | 2        | 0           | 0        | 0     | 0        | 6        | 0     | 0        | 0     | 0        | 0.00     | 0.40    |
| 2023      | 日本ハム     | 47    | 0     | 0     | 0     | 0        | 2     | 3     | 25       | 8           | .400  | 194   | 46.1     | 43       | 6           | 13       | 0     | 0        | 46       | 0     | 0        | 18    | 18       | 3.50     | 1.21    |
| 2024      | 日本ハム     | 53    | 0     | 0     | 0     | 0        | 4     | 4     | 20       | 12          | .500  | 201   | 49.2     | 33       | 4           | 17       | 2     | 3        | 47       | 1     | 0        | 14    | 12       | 2.17     | 1.01    |
| 通算：6年 | 通算：6年    | 134   | 0     | 0     | 0     | 0        | 6     | 8     | 45       | 22          | .429  | 547   | 131.3    | 106      | 18          | 46       | 2     | 3        | 128      | 4     | 0        | 50    | 47       | 3.43     | 1.15    |

- 2024年度シーズン終了時

### 年度別守備成績
| 年 度 | 球 団        | 投手  | 投手  | 投手  | 投手  | 投手  | 投手     |
| 年 度 | 球 団        | 試 合 | 刺 殺 | 補 殺 | 失 策 | 併 殺 | 守 備 率 |
| ----- | ------------ | ----- | ----- | ----- | ----- | ----- | -------- |
| 2018  | ソフトバンク | 10    | 1     | 3     | 0     | 0     | 1.000    |
| 2019  | ソフトバンク | 1     | 0     | 0     | 0     | 0     | ----     |
| 2021  | ソフトバンク | 18    | 3     | 0     | 0     | 0     | 1.000    |
| 2022  | ソフトバンク | 5     | 0     | 0     | 0     | 0     | ----     |
| 2023  | 日本ハム     | 47    | 5     | 4     | 1     | 0     | .900     |
| 2024  | 日本ハム     | 53    | 2     | 6     | 1     | 1     | .889     |
| 通算  | 通算         | 134   | 11    | 13    | 2     | 1     | .960     |

- 2024年度シーズン終了時

### 記録
初記録
- 初登板：2018年4月1日、対オリックス・バファローズ3回戦（福岡ヤフオク!ドーム）、9回表に5番手で登板、1回1失点[47]
- 初奪三振：同上、9回表に宗佑磨から見逃し三振
- 初ホールド：2021年9月7日、対埼玉西武ライオンズ19回戦（メットライフドーム）、6回裏に4番手で登板、1回無失点[78]
- 初セーブ：2023年4月26日、対オリックス・バファローズ5回戦（エスコンフィールドHOKKAIDO）、9回表に5番手で救援登板・完了、1回無失点[113]
- 初勝利：2023年5月7日、対東北楽天ゴールデンイーグルス9回戦（エスコンフィールドHOKKAIDO）、9回表に4番手で救援登板・完了、1回無失点[114]

その他の記録
- オールスターゲーム出場：3回（2023年、2024年、2025年）
- 1球セーブ：2024年7月17日、対東北楽天ゴールデンイーグルス13回戦（エスコンフィールドHOKKAIDO）、9回表二死に2番手で救援登板・完了、1/3回無失点 ※史上65人目、71度目。パ・リーグ32人目、34度目

### 背番号
- 25（2017年 - 2022年）
- 26（2023年 - ）

### 登場曲
- 「CHANGE YOUR LIFE feat.BIG RON,CORN HEAD & Miss Monday」SPICY CHOCOLATE（2017年）
- 「FREE」 OZROSAURUS（2018年）
- 「月光」コブクロ（2019年）
- 「One Song From Two Hearts」コブクロ（2019年）
- 「NO PAIN, NO GAIN」コブクロ（2020年）
- 「SNIFF OUT!」コブクロ（2020年）
- 「奇跡」コブクロ（2021年）[158]
- 「スポットライト」Creepy Nuts（2023年 - ）
- 「Narco」ブラスタージャックス＆ティミー・トランペット（2024年 - ）[159]

### 代表歴
- 2014年第27回ハーレムベースボールウィーク日本代表[160]
- 2015年夏季ユニバーシアード野球日本代表